# Metopius notatus
Metopius notatus là một loài tò vò trong họ Ichneumonidae.